# 웨스턴 일렉트릭
웨스턴 일렉트릭 컴퍼니(Western Electric) 또는 웨스턴 일렉트릭(WE, WECo)은 1881년부터 1996년까지 AT&T의 주요 축을 담당한 미국의 전기 엔지니어링 및 제조 회사였다.이 회사는 통신장비 및 IT 산업 분야의 많은 기술 혁신과 정교한 개발을 담당해왔었다. 또한 벨 시스템(Bell System)의 회원으로도 활동했었다.
AT&T의 자회사로 통신 장비를 주력으로 생산하던 웨스턴 일렉트릭은 사실상 라디오 등 근대 통신기술 및 장비의 견인차 역할을 담당했었다.
한편 스피커 및 진공관과 관련해서도 뛰어난 기술력을 가진 유명한 회사였다.
이후 기업가인 찰스 휘트너(Charles Whitener)는 AT & T와 협력하여 웨스턴 일렉트릭 컴퍼니(Western Electric 및 Westrex Corporation)를 재건했으며 1997년 캔자스 시티에서 진공관및 앰프 제조를 재개했다.
한편 그 이전의 역사에서 AT&T 및 루슨트 테크놀로지가 적절한 계승자로 여겨진다.

## 같이 보기
- 알렉산더 그레이엄 벨
- 전화 교환기
- 노던 텔레콤
- 벨 캐나다
- 축음기
- GE

## 참고
- 웨스턴 일렉트릭 홈페이지 - 히스토리
- 한국전자통신연구소 ,1989년 8월 - 우리나라 전기통신기술 발달사에 관한 연구 A Study on the History of Korean Telecommunications Technology Development